# Municipio de Adler
El municipio de Adler (en inglés: Adler Township) es un municipio ubicado en el condado de Nelson en el estado estadounidense de Dakota del Norte. En el año 2010 tenía una población de 30 habitantes y una densidad poblacional de 0,32 personas por km².

## Geografía
El municipio de Adler se encuentra ubicado en las coordenadas 47°53′17″N 97°56′41″O / 47.88806, -97.94472. Según la Oficina del Censo de los Estados Unidos, el municipio tiene una superficie total de 93.18 km², de la cual 92,82 km² corresponden a tierra firme y (0,38 %) 0,36 km² es agua.

## Demografía
Según el censo de 2010, había 30 personas residiendo en el municipio de Adler. La densidad de población era de 0,32 hab./km². De los 30 habitantes, el municipio de Adler estaba compuesto por el 83,33 % blancos y el 16,67 % eran de una mezcla de razas. Del total de la población el 0 % eran hispanos o latinos de cualquier raza.